# Passalozetes demeteri
Passalozetes demeteri är en kvalsterart som beskrevs av Sandór Mahunka 1987. Passalozetes demeteri ingår i släktet Passalozetes och familjen Passalozetidae. Inga underarter finns listade i Catalogue of Life.